# بلدة أو سابل (مقاطعة أيوسكو)
أو سابل، مقاطعة أيوسكو (بالإنجليزية: Au Sable Township, Iosco County, Michigan)‏ هي بلدة تقع بولاية ميشيغان في الولايات المتحدة. تبلغ مساحتها 54.7 (كم²)، وترتفع عن سطح البحر 186 م، بلغ عدد سكانها 2230 نسمة في عام تعداد الولايات المتحدة 2000 حسب إحصاء مكتب تعداد الولايات المتحدة وتصل الكثافة السكانية فيها 41.8 نسمة/كم2.

## وصلات خارجية
- The US50 - Cities and Towns in Michigan State
- Michigan Cities and Towns, Facts, Map, Flag, Colleges, Government, and More